# Liste der Bodendenkmale in Neukirchen/Pleiße
In der Liste der Bodendenkmale in Neukirchen/Pleiße sind die Bodendenkmale der Gemeinde Neukirchen/Pleiße und ihrer Ortsteile nach dem Stand der Auflistung von Volkmar Geupel aus dem Jahr 1983 aufgelistet. Eventuelle Änderungen und Ergänzungen, insbesondere aus der Zeit nach der Wende, sind nicht berücksichtigt, da für Sachsen aktuell keine neueren allgemein zugänglichen Bodendenkmallisten vorliegen. Die Baudenkmale sind in der Liste der Kulturdenkmale in Neukirchen/Pleiße aufgeführt.
| Denkmal-ID | Fundart            | Ortsteil     | Bezeichnung                                  | Zeitstellung | Lage                                              | Bemerkungen | Bild |
| ---------- | ------------------ | ------------ | -------------------------------------------- | ------------ | ------------------------------------------------- | --- | ---- |
| ?          | Befestigung > Burg | Lauterbach   | Wasserburg „Pfarrteich“                      | Mittelalter  | Ortsmitte, nordwestlich der Kirche in der Bachaue | ovale Niederungsburg mit umlaufendem wasserführendem Graben, Schutz seit 1. August 1958                                                                                  |      |
| ?          | Befestigung > Burg | Schweinsburg | Wasserburg „Schloss“, „Schweinsburg“, „Wall“ | Mittelalter  | nördlich im Ort, Gutsbereich, Pleißeaue           | ursprünglich runde Niederungsburg, durch Gut teilweise überbaut, ursprünglich umlaufender Graben im Nordwesten und Westen als Senke erhalten, Schutz seit 24. April 1970 |      |